# سفورد (آریزونا)
سفورد (به انگلیسی: Safford) شهری در شهرستان گرهم ایالت آریزونا است که در سرشماری سال ۲۰۱۰ میلادی، ۹٬۵۶۶ نفر جمعیت داشته است. سفورد، به‌طور رسمی در تاریخ ۱۹۰۱ میلادی به‌عنوان یک شهر شناخته شد.